# Anolis spectrum
Anolis spectrum (чорноплечий аноліс) — вид ігуаноподібних ящірок родини анолісових (Dactyloidae). Ендемік Куби.

## Поширення і екологія
Чорноплечі аноліси мешкають на заході Куби. Вони живуть в тропічних лісах і чагарникових заростях, серед кущів і трави.

## Збереження
МСОП класифікує цей вид як вразливий. Anolis spectrum загрожує знищення природного середовища.